# USS Savannah (CL-42)
USS Savannah (CL-42) – amerykański krążownik lekki typu Brooklyn. Stępkę pod niego położono 31 maja 1934 roku w stoczni New York Shipbuilding Corporation w Camden w New Jersey, wodowanie nastąpiło 8 maja 1937 roku, a jego matką chrzestną była pani Jayne Maye Bowden, siostrzenica senatora stanu Georgia Richarda B. Russella Jr. Wcielenie do służby odbyło się 10 marca 1938 roku w Philadelphia Naval Shipyard, z komandorem Robertem C. Griffin’em jako dowódcą.

## Służba przedwojenna
Po rejsie do Kuby i Haiti wiosną USS „Savannah” powrócił do Filadelfii 3 czerwca w celu dokonania modyfikacji zakończonych ostatecznymi testami na wodach niedaleko Rockland w stanie Maine. Krążownik ten przygotowany do bronienia Amerykanów w razie wybuchu wojny w Europie wypłynął z Filadelfii w kierunku Wielkiej Brytanii 26 września i dotarł do Portsmouth 4 października. Jednakże układ monachijski opóźnił wojnę, więc „Savannah” powrócił do Norfolk 18 października. Po zimowych manewrach floty na Morzu Karaibskim „Savannah” odwiedził miasto, od którego wziął swoją nazwę – Savannah w stanie Georgia, w dniach od 12 do 20 kwietnia 1939 roku. Okręt opuścił Norfolk 26 maja, przepłynął przez Kanał Panamski 1 czerwca i dotarł do San Diego 17 czerwca. Jego port macierzysty został wkrótce zmieniony na Long Beach w Kalifornii.
„Savannah” dotarł do Pearl Harbor 21 maja 1940 roku, a następnie przeprowadzał ćwiczenia bojowe i operacje treningowe na wodach hawajskich do 8 listopada. „Savannah” powrócił do Long Beach 14 listopada i wkrótce potem skierował się do Mare Island Naval Shipyard w Zatoce San Francisco. „Savannah” powrócił do Pearl Harbor 27 stycznia 1941 roku i pozostawał tam na hawajskiej granicy morskiej US Navy do 19 maja, biorąc następnie kurs w kierunku Kanału Panamskiego, docierając do Bostonu przez Kubę 17 czerwca.

### Neutralny patrol
Jako okręt flagowy 8. Dywizjonu Krążowników (ang. Cruiser Division 8) „Savannah” przeprowadzał neutralne patrole na wodach na południu Kuby, a także u wybrzeży Virginia Capes. 25 sierpnia krążownik wypłynął z Norfolk w celu patrolowania południowego Atlantyku aż po wyspy Trindade i Martim Vaz pod osłoną lotniskowca USS „Wasp”. Grupa uderzeniowa popłynęła wtedy na północ z Bermudów do Stacji Morskiej Argentia na Nowej Fundlandii, gdzie „Savannah” dotarł 23 września. Podczas następnych ośmiu tygodni krążownik pomagał chronić brytyjskie statki transportowe i alianckie konwoje do odległości ok. kilkuset mil morskich od Wysp Brytyjskich, uzupełniając paliwo i zaopatrzenie w zatoce Casco w Maine lub w Nowym Jorku.

## II wojna światowa

### Operacje na północnym Atlantyku
W momencie japońskiego ataku na Pearl Harbor 7 grudnia 1941 roku „Savannah” znajdował się porcie w Nowym Jorku. Tego samego dnia krążownik wypłynął przez zatokę Casco i stamtąd popłynął przez Bermudy do Brazylii, docierając do Recife 12 stycznia 1942 roku. Okręt dołączył do eskorty lotniskowca USS „Ranger”, patrolującego Ocean Atlantycki na północ od Bermudów. Wyspa ta stała się główną bazą krążownika podczas obserwowania ruchów okrętów Francji Vichy na Martynice i Gwadelupie w Antylach Francuskich. „Savannah” opuścił zatokę Shelly na Bermudach 7 czerwca i wpłynął do Boston Navy Yard dwa dni później w celu przeprowadzenia remontu. Remont został zakończony 15 sierpnia. „Savannah” następnie wypłynął, by przeprowadzić ćwiczenia bojowe w zatoce Chesapeake, które miały przygotować okręt do inwazji w Afryce Północnej.

### Inwazja w Afryce Północnej
USS „Savannah” stał się jednostką Zachodniego Zespołu Uderzeniowego pod dowództwem adm. Henry’ego Kenta Hewitta, która miała wysadzić 35 000 żołnierzy i 250 czołgów na trzech różnych przyczółkach na wybrzeżu Maroka Francuskiego. Jako część Północnej Grupy Uderzeniowej, dowodzonej przez kontradm. Monroego Kelly’ego, „Savannah” opuścił Norfolk 24 października, a następnie cztery dni później dołączyć do Zachodniego Zespołu Uderzeniowego ok. 720 km na południowy wschód od Cape Race. Grupa uderzeniowa, razem z daleką eskortą, zajmowała teren wielkości 30-50 km, czyniąc z niej największą flotę wojenną, wysłaną ze Stanów Zjednoczonych w tym czasie. Tuż przed północą z 7 na 8 listopada trzy oddzielne grupy uderzeniowe skierowały się na trzy różne przyczółki na wybrzeżu Maroka, by rozpocząć operację „Torch”.

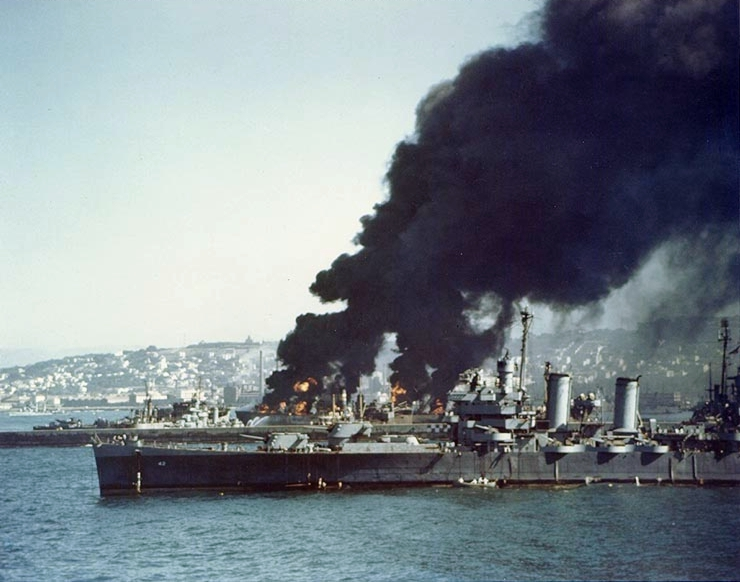
USS „Savannah” w Algierze 16 lipca 1943 roku. Na drugim planie widoczne są dwa staki typu Liberty płonące po niemieckim ataku lotniczym

Północna Grupa Uderzeniowa USS „Savannah” miała desantować 9099 oficerów i żołnierzy gen. brygady Luciana K. Truscotta, razem z 65 lekkimi czołgami, na pięciu oddzielnych plażach po drugiej stronie miasta Mehedia. Głównymi celami były Port Lyautey i jego lotnisko, Wadi Sebou oraz lotnisko w Salé.
Rankiem 8 listopada „Savannah” rozpoczął ostrzeliwanie dział artyleryjskich Vichy w pobliżu Kasba, które rozpoczęły ostrzeliwanie amerykańskich barek desantowych. Krążownik także tymczasowo uciszył baterię artyleryjską, która otworzyła ogień do USS „Roe”, umożliwiając niszczycielowi uniknięcia katastrofy. Następnego ranka 152 mm działa „Savannah” dokonały precyzyjnego trafienia jednego ze 140 mm dział artyleryjskich w fortecy w Kasba i uciszyły drugie działo.
Tego samego dnia samoloty rozpoznawcze wysłane z „Savannah” rozpoczęły nową fazę działań zbrojnych, skutecznie bombardując kolumny czołgów za pomocą bomb głębinowych, których bezpieczniki zostały nastawione na natychmiastowy wybuch po uderzeniu w cel. Samoloty rozpoznawcze spędzając w powietrzu ok. osiem godzin każdego dnia bombardowały także inne cele na wybrzeżu i przeprowadzały patrole przeciwpodwodne. Samoloty „Savannah” zlokalizowały nieprzyjacielską baterię artyleryjską, która ostrzeliwała niszczyciel USS „Dallas” i zlikwidowały ją za pomocą dwóch bezpośrednich trafień bombami głębinowymi.
Za sukcesywnie desantowanie batalionu US Army w Wadi Sebou, tuż koło lotniska w Port Lyautey, USS „Dallas” został odznaczony Presidential Unit Citation.
Samoloty rozpoznawcze „Savannah” ponownie zbombardowały i ostrzelały nieprzyjacielskie czołgi na drodze Rabat rankiem 10 listopada. Tego samego dnia ostrzał artyleryjski krążownika wspomógł działania wojsk amerykańskich na lądzie. Działania wojenne zakończyły się w dniu zawieszenia broni 11 listopada 1942 roku. Cztery dni później „Savannah” skierował się w kierunku Stanów Zjednoczonych, docierając do Norfolk 30 listopada. Po krótkich naprawach w Nowym Jorku „Savannah” wypłynął 25 grudnia, by dołączyć do patroli US Navy na południowym Atlantyku, docierając do Recife 7 stycznia 1943 roku.

### Patrol na południowym Atlantyku
Najważniejszym zadaniem „Savannah” u wybrzeży Brazylii było zatapianie niemieckich łamaczy blokady zlokalizowanych na południowym Oceanie Atlantyckim. Razem z nowym lotniskowcem eskortowym US Navy, USS „Santee”, i eskortą niszczycieli, „Savannah” wypłynął w morze 12 stycznia na długi patrol, podczas którego nie nawiązano żadnego kontaktu bojowego z wrogiem. „Savannah” powrócił do portu w Recife 15 lutego, a następnie wypłynął ponownie 21 lutego w celu poszukiwania łamaczy blokady. 11 marca krążownik odłączył się od grupy uderzeniowej razem z USS „Eberle”, by sprawdzić okręt, który został zauważony przez samolot z „Santee”.
„Kota Tjandi”, wcześniejszy holenderski okręt nazywany przez załogę Kriegsmarine „Karin”, został zatrzymany przez ostrzał amerykańskich okrętów wojennych strzelających w pobliżu jego burty. W tym samym czasie, kiedy „Eberle” podpłynął do niemieckiego okrętu, po ucieknięciu łodzi ratunkowych z „Karin”, potężne bomby zegarowe eksplodowały. Jedenastu marynarzy z „Eberle” zostało zabitych, jednak jedna z łodzi „Savannah” uratowała trzech ludzi z wody. „Savannah” wziął także 72 niemieckich marynarzy, których przetrzymywano na niższych pokładach jako jeńców wojennych. „Savannah” powrócił do portu w Nowym Jorku 28 marca, gdzie przygotowano go do kolejnych operacji na Morzu Śródziemnym.

### Inwazja na Sycylię
„Savannah” opuścił Norfolk 10 maja w celu ochraniania transportów wojska do Oranu. Okręt dopłynął tam 23 maja i rozpoczął przygotowania do operacji „Husky”, operacji desantowej na południowym wybrzeżu Sycylii w rejonie miasta Gela. Wybrzeże wypełnione było klifami, na których znajdowały się ciężkie działa artylerii nadbrzeżnej i niemożliwe było przeprowadzenie desantu morskiego w tym rejonie, oprócz plaży długości 4600 m położonej ok. 2 km na wschód od delty rzeki Gela. Na płaskowyżu nad plażą znajdowała się 1. Dywizja Pancerno-Spadochronowa „Hermann Göring”, gotowa do kontrataku przeciwko jakiemukolwiek desantowi morskiemu, razem z innymi wojskami niemieckimi i włoskimi.
„Savannah” prowadził ostrzał artyleryjski w celu wsparcia rangersów amerykańskiej 1. Dywizji Piechoty przed świtem 10 lipca. Natychmiast po pojawieniu się pierwszych świateł świtu „Savannah” wysłał dwa samoloty rozpoznawcze. Messerschmitty Bf 109 Luftwaffe przechwyciły je, z katastrofalnymi skutkami dla Amerykanów. Porucznik C. A. Anderson został zabity w locie, chociaż jego radiooperator, Edward J. True, był w stanie wylądować podziurawionym samolotem na morzu. Został on wkrótce podniesiony z morza, krótko po tym jak jego samolot zatonął. Trzy z czterech samolotów rozpoznawczych „Savannah” zostały zestrzelone tego dnia.
Rankiem 11 lipca „Savannah” był pierwszym okrętem wojennym, który odpowiedział na prośbę otrzymania wsparcia artyleryjskiego w dwóch miejscach na drodze prowadzącej do Gela. Krążownik zniszczył wiele czołgów, zanim skierował swój ogień na drogę Butera w celu wsparcia nacierających żołnierzy amerykańskich. Wkrótce pozycje Amerykanów i wroga stały tak blisko siebie, że ogień krążownika nie mógł już dłużej być kontynuowany. „Savannah” zniszczył większą liczbę czołgów późnym popołudniem, a następnie przez resztę dnia pomagał rangersom w odpieraniu ataku włoskiej piechoty.
Następnego ranka „Savannah” wspierał żołnierzy amerykańskich w natarciu na Buterę wystrzeliwując ponad 500 salw ze swoich 152 mm dział. Tego samego dnia zespół sanitarny krążownika zapewnił 41 rannym żołnierzom piechoty opiekę medyczną, podczas gdy sam krążownik ostrzeliwał koncentracje wojsk wroga w głębi lądu, a także ostrzelał wrogie baterie artyleryjskie na wzgórzach. 13 lipca „Savannah” otrzyma jedną prośbę o wsparcie ogniem artyleryjskim. Okręt odpowiedział wieloma salwami na miasto Butera. Zanim 1. Dywizja Piechoty przystąpiła do ataku w głąb miasta podziękowała ona „Savannah” za odparcie trzech ataków piechoty i uciszenie czterech baterii artyleryjskich, a także przyczynienie się do upadku morale włoskich żołnierzy przez jego ostrzał. Następnego dnia „Savannah” popłynął do Algieru.
„Savannah” powrócił na Sycylię 19 lipca, by wesprzeć 7. Armię amerykańską w jej natarciu wzdłuż wschodniego i północnego wybrzeża wyspy. 30 lipca mając na swoim pokładzie proporzec kontradm. Lyala A. Davidsona USS „Savannah” wpłynął do portu w Palermo, by przeprowadzić dzienny ogień wspierający. Jego działa pomagały w odparciu nalotów nieprzyjacielskich samolotów od 1 do 4 sierpnia. 8 sierpnia grupa uderzeniowa krążownika wspomagała lądowanie 30. Pułkowego Zespołu Bojowego, mającego w swoim składzie artylerię i czołgi, na plaży oddalonej 15 km od „Monte Fratello”.

### Inwazja na Salerno

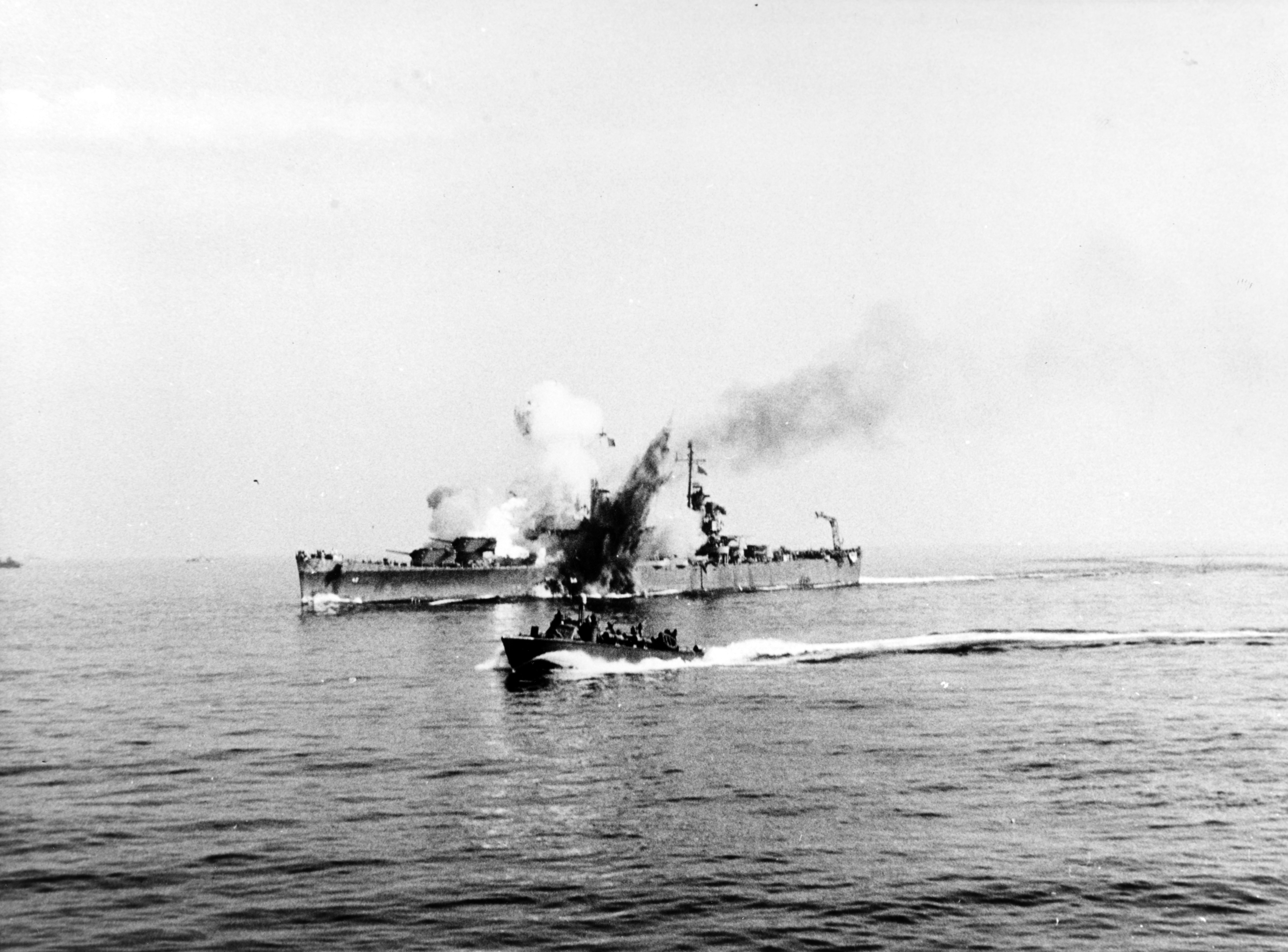
USS „Savannah” trafiony przez bombę Fritz X podczas desantu pod Salerno, na pierwszym planie widoczny jest kuter torpedowy typu PT. Zdjęcie wykonano 11 września 1943 roku

USS „Savannah” powrócił do Algieru ponownie 10 sierpnia w celu eskortowania wojsk amerykańskich, które miały przeprowadzić desanty morskie w Salerno w ramach operacji „Avalanche”. Opuszczając port w Mers el-Kébir 5 września wpłynął on ze swoją Południową Grupą Uderzeniową do zatoki Salerno na kilka godzin przed północą 8 września.
„Savannah” był pierwszym okrętem amerykańskim, który otworzył ogień do niemieckich brzegowych stanowisk obronnych w zatoce Salerno. Krążownik uciszył kolejową baterię artyleryjską 57 salwami, zmusił do odwrotu nieprzyjacielskie czołgi i przeprowadził osiem dodatkowym zadań wsparcia artyleryjskiego tego dnia. „Savannah” kontynuował swoje wartościowe wsparcie do ranka 11 września, kiedy został wyłączony z walk.

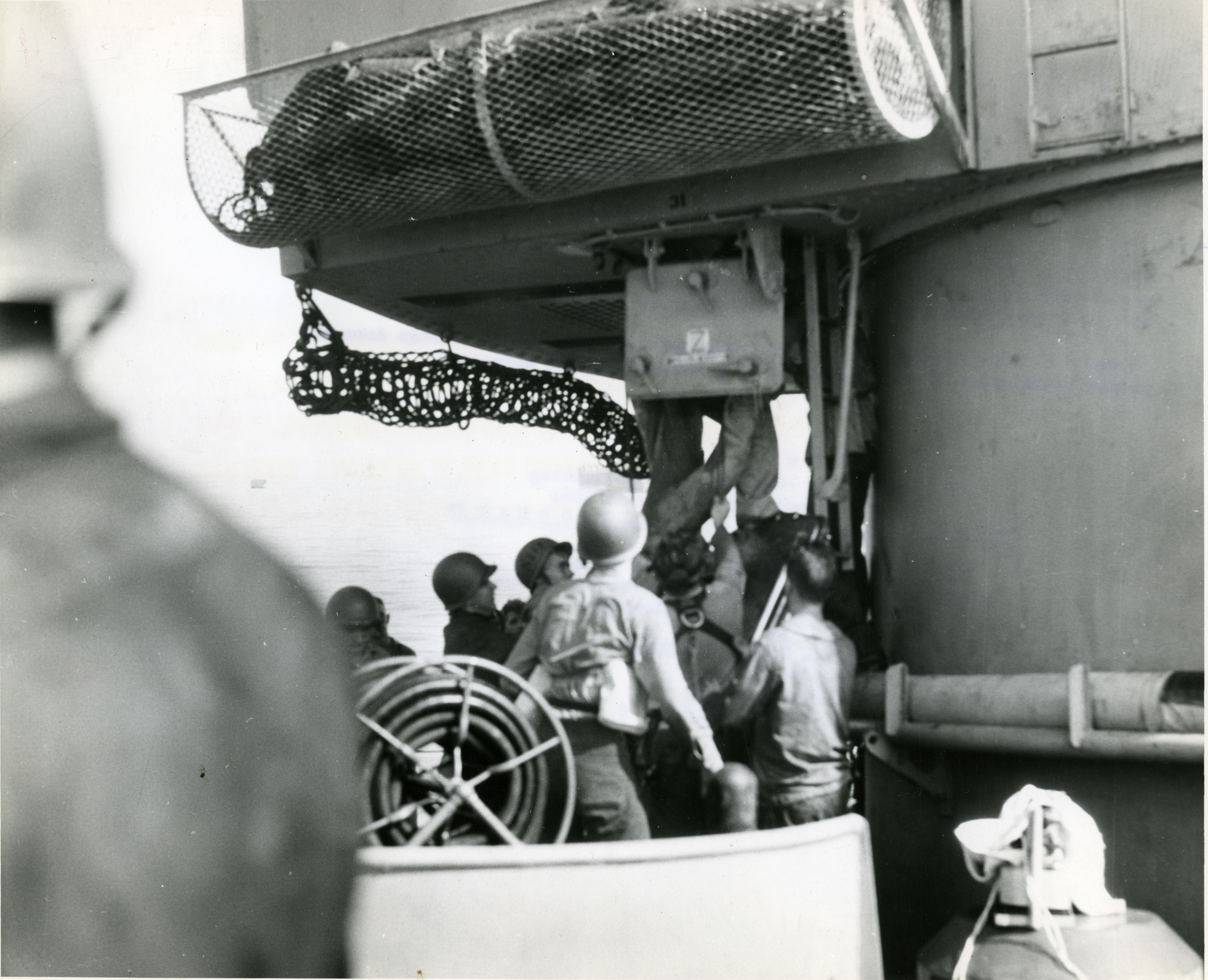
Ewakuacja z wieży artyleryjskiej ofiar niemieckiego ataku lotniczego na „Savannah” koło Salerno

Zdalnie kierowana radiowo bomba Fritz X została zrzucona z bezpiecznego dystansu przez niemiecki samolot bombowy lecący na wysokiej wysokości i eksplodowała 15 m od USS „Philadelphia”. „Savannah” zwiększył swoją prędkość do 20 węzłów, kiedy niemiecki bombowiec Dornier Do 217 K-2 nadciągał od strony słońca. Myśliwce P-38 Lightning USAAF i działa przeciwlotnicze „Savannah” śledziły bombowiec na wysokości 5700 m, jednak nie udało się im zatrzymać bomby Fritz X, tworząc strumień dymu. Bomba przebiła się dokładnie przez opancerzony dach wieży artyleryjskiej nr 3 na „Savannah”, przebiła się przez trzy pokłady, docierając do niższego magazynu amunicji, gdzie eksplodowała, tworząc dużą dziurę w jego kilu, a także ciężko uszkadzając bakburtę. Przez ok. 30 minut dodatkowe eksplozje w wieży i magazynie amunicji powstrzymały jakiekolwiek działania przeciwpożarowe. Pracując szybko oficerowie i marynarze załogi krążownika zamknęli zalane i spalone przedziały i poprawili przechył okrętu. Z pomocą USS „Hopi” i USS „Moreno” „Savannah” odpłynął z miejsca ataku o własnych siłach o godz. 17:57, kierując się w kierunku Malty.
„Savannah” stracił 197 członków załogi podczas niemieckiego kontrataku. 15 innych marynarzy było ciężko rannych, a czterech innych było uwięzionych w zalanym przedziale przez 60 godzin. Tych czterech marynarzy nie uratowano dopóki „Savannah” nie wpłynął do Grand Harbor w Vallecie 12 września.
Po awaryjnych naprawach przeprowadzonych na Malcie „Savannah” wypłynął 7 grudnia w kierunku Philadelphia Naval Shipyard będąc po drodze w Tunisie, Algierze i na Bermudach. Krążownik dotarł do stoczni 23 grudnia i pozostał tam przez osiem miesięcy, będąc cały czas remontowany. Podczas gdy uszkodzenia „Savannah” były remontowane na okręcie zamontowano dodatkową baterię 127 mm dział artyleryjskich i dodatkowe działka przeciwlotnicze.

### Późniejsze działania podczas wojny

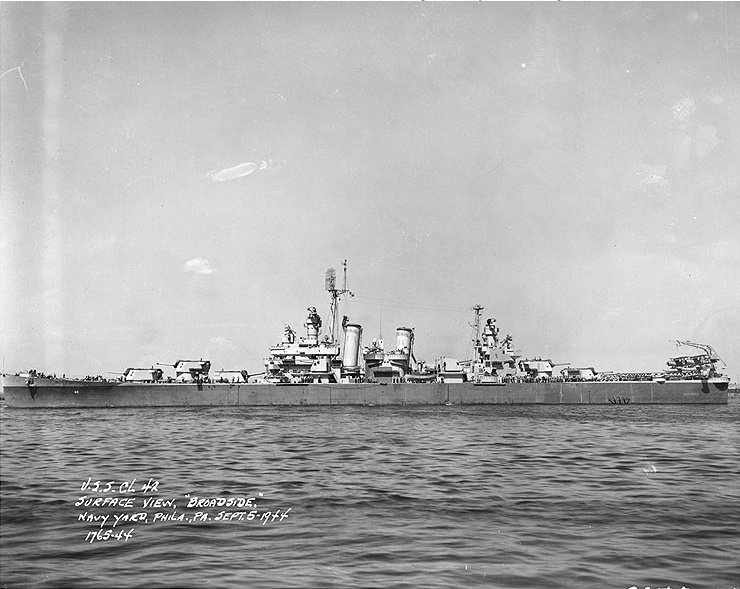
„Savannah” w Philadelphia Naval Shipyard po naprawie i modernizacji, 5 września 1944 roku

Remont „Savannah” w stoczni i uzupełnienie jego uzbrojenia zostało zakończone się 4 września 1944 roku. Mimo to, okręt nigdy nie został już wysłany w strefę walk podczas wojny. Krążownik wypłynął z Filadelfii następnego dnia, a następnie 10 września zgłosił się do dowódcy Treningowego Dowództwa Operacyjnego Floty w celu przeprowadzenia prób okrętu i odpoczynku załogi. „Savannah” powrócił do Norfolk 12 października, by przeprowadzić trening bojowy z 8. Dywizjonem Krążowników, a następnie wypłynął 21 stycznia 1945 roku w celu spotkania się z USS „Quincy”, mającego na swoim pokładzie prezydenta Franklina D. Roosevelta, płynącego do Jałty na konferencję z premierem Winstonem Churchillem i radzieckim premierem Józefem Stalinem.
„Savannah” wpłynął do Grand Harbor w Vallecie 2 lutego. Na tej wyspie prezydent i jego współpracownicy zeszli na ląd, lecąc następnie do Jałty samolotem. Wkrótce po tym odbyła się żałoba nad grobami marynarzy i marines z „Savannah” zabitych w nalocie w pobliżu Salerno. Następnie „Savannah” opuścił Maltę 9 lutego i popłynął do Aleksandrii, by poczekać na prezydenta, który wrócił do USS „Quincy” 12 lutego. Konwój prezydencki opuścił Aleksandrię 15 lutego i powrócił do Hampton Roads 27 lutego. „Savannah” wypłynął następnego dnia do nowego portu macierzystego, Newport na Rhode Island, przypływając tam 8 marca. Do 24 maja „Savannah” służył jako okręt szkoleniowy dla załóg okrętów wojennych, które nie zostały jeszcze przyjęte do służby.

## Służba powojenna
Po wizycie w Nowym Jorku i instalacji radarowego systemu kierowana ogniem dla jego 40 mm dział przeciwlotniczych „Savannah” stał się okrętem flagowym dywizjonu treningowego midszypmenów pod dowództwem kontradm. Franka E. Beatty’ego. „Savannah” wypłynął w morze z Annapolis 7 czerwca, by przeprowadzić trening z 400 midszypmenami na pokładzie. Po dwóch takich rejsach na Kubę i z powrotem „Savannah” zostawił midszypmenów w Annapolis 30 września, wziął na pokład innych, i popłynął 1 października do Pensacoli. Okręt spędził Dzień Marynarki Wojennej od 25 do 30 października 1945 roku w mieście Savannah, od którego krążownik wziął nazwę. „Savannah” powrócił wtedy do Norfolk 1 listopada, by przygotować się do wielkiej operacji marynarki wojennej „Magic Carpet”, która miała na celu przywiezienie przez morze tysięcy amerykańskich weteranów wojennych z powrotem do Stanów Zjednoczonych.
„Savannah” opuścił Norfolk 13 listopada i dotarł do Le Havre 20 listopada. Następnego dnia krążownik wyruszył w morze z 1370 ludźmi i 67 oficerami, przywożąc ich do Nowego Jorku 28 listopada. „Savannah” zakończył inny podobny rejs 17 grudnia.
Port macierzysty USS „Savannah” został zmieniony na Philadelphia Naval Shipyard 19 grudnia, gdzie miał przejść remont dezaktywacyjny. Okręt został przeniesiony do rezerwy 22 kwietnia 1946 roku i oficjalnie wycofany ze służby 3 lutego 1947 roku. W przeciwieństwie do jego okrętów siostrzanych, które zostały przekazane marynarkom wojennym Brazylii, Chile i Argentyny w 1951 roku, z powodu ciężkich uszkodzeń zadanych „Savannah” koło Salerno okręt był niezdolny do przekazania go innej marynarce wojennej. Krążownik został skreślony z listy floty 1 marca 1959 roku i sprzedany na złom 25 stycznia 1966 roku Bethlehem Steel Corporation.

## Odznaczenia
Za swoją służbę podczas II wojny światowej „Savannah” otrzymał trzy battle stars.